# Öffentliche Ruhe
Die öffentliche Ruhe ist ein Rechtsbegriff, der in Paragraph 10 II 17 ALR neben der öffentlichen Ordnung und öffentlichen Sicherheit verwendet wurde. Danach gehörte es zu den polizeilichen Aufgaben, neben der öffentlichen Sicherheit und Ordnung auch für die Erhaltung der öffentlichen Ruhe zu sorgen. „Bei jedem Vorfalle, wodurch die unter besonderen Obsorge der Polizei stehende öffentliche Ruhe und Sicherheit gestört wurde, hatte die Polizeigerichtsbarkeit das Recht des 1. Angriffs und der vorläufigen Untersuchung.“
Der Begriff bezeichnete nicht den Immissionsschutz gegen Geräusche, sondern die Innere Sicherheit.
In der Türkei gab es in den 1920er Jahren ein Gesetz zur Sicherung der öffentlichen Ruhe. Die österreichische Generaldirektion für die öffentliche Sicherheit ist gem. § 3 des Sicherheitspolizeigesetzes auch zuständig für die Aufrechterhaltung der öffentlichen Ruhe. Diese Aufgabe hatte auch der französische Maire.
Der Begriff der öffentlichen Ruhe wird im deutschen im Polizei- und Ordnungsrecht nicht mehr ausdrücklich verwendet, sondern unterfällt der polizei- und ordnungsrechtlichen Generalklausel.
Soweit das Verursachen unzulässigen Lärms eine Ordnungswidrigkeit oder sogar Straftat darstellt, gehört es zu den polizeilichen Aufgaben, diese Ruhestörung zu verfolgen.
Daneben besteht eine Zuständigkeit der Ordnungsbehörden. Ein Beispiel ist die Zuwiderhandlung gegen eine örtliche Jagdbeschränkung gem. § 39 Abs. 1 Nr. 5, § 20 Abs. 1 BJagdG, wonach an Orten, an denen die Jagd nach den Umständen des einzelnen Falles die öffentliche Ruhe stören würde, nicht gejagt werden darf und die durch die nach Landesrecht zuständigen Jagdbehörden geahndet wird.